# Ovocyrtusa bipunctata
Ovocyrtusa bipunctata – gatunek chrząszcza z rodziny grzybinkowatych i podrodziny Leiodinae.
Gatunek ten opisany został po raz pierwszy w 1985 roku przez Hermanna Daffnera na łamach „Acta Coleopterologica”.
Chrząszcz osiągający od 1,6 do 2,6 mm długości ciała. Głowa cechuje się wyraźnie wykrojoną, dwupłatową wargą górną oraz obecnością dwóch dużych punktów na ciemieniu. Punktowanie na pokrywach rozmieszczone jest w wyraźnych, silnie zakrzywionych rzędach. Bardzo grube i gęsto rozmieszczone punktowanie na bokach zapiersia odróżnia ten gatunek od O. bicolor. Odnóża mają na goleniach dużą liczbę silnych kolców. U obu płci stopy przedniej i środkowej pary mają pięć, a tylnej pary cztery człony. Genitalia samca charakteryzują się sięgającymi zaledwie do połowy długości płata środkowego edeagusa paramerami.
Owad neotropikalny, endemiczny dla Chile.